# 해돋는 언덕
《해돋는 언덕》은 1985년 12월 15일부터 1989년 7월 10일까지 방송되었던 전원 드라마 작품이다.

## 방송 시간
| 방송 채널 | 방송 기간                          | 방송 시간                            |
| --------- | ---------------------------------- | ------------------------------------ |
| KBS 1TV   | 1985년 12월 15일 ~ 1988년 3월 20일 | 매주 일요일 아침 9시 ~ 9시 50분      |
| KBS 1TV   | 1988년 5월 2일 ~ 1989년 2월 27일   | 매주 월요일 밤 8시 10분 ~ 9시        |
| KBS 1TV   | 1989년 3월 6일 ~ 1989년 7월 10일   | 매주 월요일 저녁 7시 40분 ~ 8시 30분 |

## 제작진
- 극본 : 서영명
- 연출 : 이유황

## 출연진
- 이신재
- 서승현
- 정한용
- 배종옥
- 조민수
- 김순철
- 여운계
- 김영기
- 이일웅
- 정영숙
- 손영춘
- 백일섭
- 선우용녀
- 김현주
- 이호재
- 한진희
- 황범식
- 연운경
- 이효정
- 이광기
- 김동수
- 송재호
- 전무송
- 임동진
- 태현실
- 차화연
- 주현
- 박정수
- 남주희
- 강계식
- 민지환
- 권성덕
- 이대로
- 김진태
- 김을동
- 정진
- 이원종
- 장항선